# Pièces en euro de l'Andorre
Les pièces en euro de l'Andorre sont les pièces en euro émises par la Principauté d'Andorre en vertu de ses accords avec l'Union européenne. Dans la pratique, elles sont frappées en France et en Espagne par deux ateliers différents. Elles ont cours légal dans toute la zone euro mais en fait, étant donné leurs faibles tirages, elles s'échangent principalement sur le marché numismatique, à des cours bien supérieurs à leur valeur faciale.

## Historique
Avant la création de l'euro, l'Andorre utilisait conjointement la peseta espagnole et le franc français. La principauté n'avait pas le droit de frapper sa propre monnaie. Cette interdiction s'est maintenue lorsque l'euro a remplacé les monnaies espagnole et française. L'Andorre, quoique non membre de l'Union européenne, est alors devenue utilisatrice de facto de l'euro.
En 2003, le gouvernement andorran a officiellement demandé à l'Union européenne l'autorisation de frapper ses propres euros. La Banque centrale européenne a reçu cette demande et a entamé les négociations en 2004. L'objectif du 1er janvier 2009, évoqué initialement comme le plus proche possible, n'a pas été atteint.
Un deuxième objectif fut de frapper en 2012, date apparaissant en mai 2010 dans une interview accordée par Benjamin Angel, chargé des questions de transition liées à l'UEM au sein de la Direction générale des affaires économiques et financières de la Commission européenne. Le tirage était prévu à 2,3 millions.
L'accord monétaire a été signé le 30 juin 2011 entre la commission européenne et la principauté, par Olli Rehn pour la commission et Antoni Martí Petit, chef du gouvernement andorran. Le premier article stipule que l'euro devient la monnaie officielle du pays. L'accord n'autorise pas la Principauté à émettre des billets de banque, mais lui permet d'« émettre des pièces de monnaie en euros à partir du 1er juillet 2013 ». Le plafond annuel est fixé en 2012 à 2 342 000 euros auquel s'ajoute une part variable. Ces pièces sont donc émises par l'institution choisie par le gouvernement andorran et au moins 80 % des pièces doivent être mises en circulation, à leur valeur faciale. Ce volume d'émission est compté pour moitié au volume d'émission de la France et pour moitié au volume d'émission de l'Espagne. La principauté peut également frapper des pièces de collection en euro en plus des pièces destinées à l'usage de la principauté.
Cependant, à la suite de certains problèmes rencontrés par le gouvernement andorran pour répondre aux standards de l'Union économique et monétaire, l'émission de pièces d'euro est reportée une première fois à mars ou avril 2014,, délai à nouveau non tenu. Les pièces sont ensuite annoncées plusieurs fois durant l'année 2014.
Finalement, la première émission des pièces andorranes, au millésime 2014, a eu lieu le 15 janvier 2015.

## Faces nationales
Un concours national a lieu du 20 mars au 16 avril 2013 dans le but de sélectionner le graphisme des pièces de 1 euro, de 1, 2, 5, 10, 20 et 50 centimes. La pièce de 2 euros n'est pas proposée car les armoiries du pays y seront figurées.
Le 16 mai 2013 les graphismes gagnants ont été révélés : un izard (chamois pyrénéen) sera représenté sur les pièces de 1, 2 et 5 centimes, l'église de Santa Coloma et une représentation du Christ de l'église Sant Martí de la Cortinada seront sur les pièces de 10, 20 et 50 centimes et la Casa de la Vall (Maison de la Vallée) sur la pièce de 1 euro. L'approbation finale des pièces par le pays a eu lieu fin juin 2013. Les projets retenus sont ensuite transmis à l'Union européenne pour approbation, mais l'organisation a posé son véto sur le graphisme des pièces de 10, 20 et 50 où elle indique « de ne pas rompre le principe de neutralité en ce qui concerne les croyances religieuses ». En conséquence, le pays revoit le graphisme de ces pièces pour n'y faire apparaître que l'église Santa Coloma.
| 1 centime                                | 2 centimes              | 5 centimes                                                                    |
| ---------------------------------------- | ----------------------- | ----------------------------------------------------------------------------- |
|                                          |                         |                                                                               |
| Un izard et un gypaète barbu en vol.     |                         |                                                                               |
| 10 centimes                              | 20 centimes             | 50 centimes                                                                   |
|                                          |                         |                                                                               |
| L'église Sainte-Colombe de Santa Coloma. |                         |                                                                               |
| 1 euro                                   | 2 euros                 | Gravure sur la tranche (2 euros)                                              |
|                                          |                         |                                                                               |
| La Casa de la Vall.                      | Armoiries de l'Andorre. | 2**, répété 6 fois, orienté alternativement de bas en haut et de haut en bas. |

## Pièces commémoratives
L'Andorre a émis sa première pièce commémorative en 2016 avec le millésime 2014 pour le 20e anniversaire de l'entrée de la principauté au Conseil de l'Europe.
| 2014                                                                   | |                |
| 20e anniversaire de l'entrée de la principauté au Conseil de l'Europe, | |                |
|                                                                        | Le nombre 20 dont le 0 est formé d'un cercle dans lequel on trouve les 12 étoiles du drapeau du Conseil de l'Europe et en dessous duquel on trouve une ligne oblique. Sous le 2 est indiqué le millésime 2014. À gauche, les armoiries de l'Andorre. Le tout sous la légende ANDORRA AL CONSELL D'EUROPA (L'Andorre au Conseil de l'Europe). L'anneau externe de la pièce comporte les douze étoiles du drapeau européen. |                |
| Graveur : Orietta Rossi                                                | \| Gravure sur la tranche : \| Date : \| Tirage : \| \| \| 29 février 2016[18] \| 105 000 pièces \| |                |
| Gravure sur la tranche :                                               | Date : | Tirage :       |
|                                                                        | 29 février 2016 | 105 000 pièces |

| 2015                                                                         | |               |
| 25e anniversaire de l'accord douanier entre l'Andorre et l'Union européenne, | |               |
|                                                                              | Les armoiries de l'Andorre posées sur la carte de la principauté au-dessus de deux flèches qui de croisent. La flèche supérieure est dirigée vers la gauche et comporte l'année 1990 et la mention du pays émetteur ANDORRA. La flèche inférieure est dirigée vers la droite et comporte le millésime 2015. En haut en deux lignes, la légende 25e aniversari de la Signatura de l'Acord Duaner amb la Unió Europea (25e anniversaire de la signature de l'accord douanier avec l'Union européenne). L'anneau externe de la pièce comporte les douze étoiles du drapeau européen. |               |
| Graveur :                                                                    | \| Gravure sur la tranche : \| Date : \| Tirage : \| \| \| 18 juillet 2016[20] \| 85 000 pièces \| |               |
| Gravure sur la tranche :                                                     | Date : | Tirage :      |
|                                                                              | 18 juillet 2016 | 85 000 pièces |

| 2015                                             | |               |
| 30e anniversaire de la majorité civile à 18 ans, | |               |
|                                                  | Jeune, dont on distingue le bas du visage, le buste et la main droite, insérant un bulletin de vote dans une urne. Sur le bulletin, la mention du pays émetteur ANDORRA. Au-dessus de l'épaule droite, les années 1985 et 2015. Tout autour, la légende 30e ANIVERSARI MAJORIA D'EDAT ALS 18 ANYS (30e anniversaire de la majorité à 18 ans). L'anneau externe de la pièce comporte les douze étoiles du drapeau européen. |               |
| Graveur :                                        | \| Gravure sur la tranche : \| Date : \| Tirage : \| \| \| 18 juillet 2016[20] \| 85 000 pièces \| |               |
| Gravure sur la tranche :                         | Date : | Tirage :      |
|                                                  | 18 juillet 2016 | 85 000 pièces |

| 2016                                                                  | |               |
| 25e anniversaire de la radio et la télévision publiques de l'Andorre, | |               |
|                                                                       | La représentation d'un microphone et d'une antenne parabolique entourés de lignes circulaires. Couvrant trois quarts de cercle, la légende 25è ANIVERSARI DE RÀDIO I TELEVISIÓ D'ANDORRA (25e anniversaire de la radio et la télévision de l'Andorre). Au-dessus du dessin, le millésime 2016 et la mention du pays émetteur ANDORRA. L'anneau externe de la pièce comporte les douze étoiles du drapeau européen. |               |
| Graveur :                                                             | \| Gravure sur la tranche : \| Date : \| Tirage : \| \| \| Décembre 2016 \| 85 000 pièces \| |               |
| Gravure sur la tranche :                                              | Date : | Tirage :      |
|                                                                       | Décembre 2016 | 85 000 pièces |

| 2016                                      | |               |
| 150e anniversaire de la Nouvelle réforme, | |               |
|                                           | La représentation de la salle principale de la Casa de la Vall, siège du Conseil général andorran. En haut, la légende 150 ANYS DE LA NOVA REFORMA DE 1866 (150 ans de la Nouvelle réforme de 1866) et le millésime 2016. En bas, la mention du pays émetteur ANDORRA. L'anneau externe de la pièce comporte les douze étoiles du drapeau européen. |               |
| Graveur :                                 | \| Gravure sur la tranche : \| Date : \| Tirage : \| \| \| Décembre 2016 \| 85 000 pièces \| |               |
| Gravure sur la tranche :                  | Date : | Tirage :      |
|                                           | Décembre 2016 | 85 000 pièces |

| 2017                           | |               |
| Andorre, le pays des Pyrénées, | |               |
|                                | Logo de la principauté composée d'un triangle aux bords ondulés, stylisant la carte du pays, du nom du pays en catalan Andorra et de la légende EL PAÍS DELS PIRINEUS (Le pays des Pyrénées). En bas, le millésime, 2017. L'anneau externe de la pièce comporte les douze étoiles du drapeau européen. |               |
| Graveur :                      | \| Gravure sur la tranche : \| Date : \| Tirage : \| \| \| Décembre 2017 \| 85 000 pièces \| |               |
| Gravure sur la tranche :       | Date : | Tirage :      |
|                                | Décembre 2017 | 85 000 pièces |

| 2017                                                          | |               |
| 100e anniversaire de l'hymne de l'Andorre, El Gran Carlemany, | |               |
|                                                               | Partition reprenant les premières notes de l'hymne de l'Andorre entourée d'un motif floral comportant le texte Himne Andorrà (Hymne de l'Andorre). En haut, le millésime 2017 surmontant la légende 100 anys de l'himne d'Andorra (100 ans de l'hymne de l'Andorre). L'anneau externe de la pièce comporte les douze étoiles du drapeau européen. |               |
| Graveur :                                                     | \| Gravure sur la tranche : \| Date : \| Tirage : \| \| \| Décembre 2017 \| 85 000 pièces \| |               |
| Gravure sur la tranche :                                      | Date : | Tirage :      |
|                                                               | Décembre 2017 | 85 000 pièces |

| 2018                                                                               | |               |
| 25e anniversaire de la Constitution de l'Andorre, entrée en vigueur le 4 mai 1993, | |               |
|                                                                                    | Monument dédié aux femmes et hommes d'Andorre qui ont lancé la Constitution, érigé à Andorre-la-Vieille et montrant une silhouette d'un homme et d'une femme. À droite du monument, la carte de l'Andorre sur laquelle est apposée la devise de la Principauté : VIRTVS VNITA FORTIOR (en latin, La vertu unie est plus forte). À droite, la légende 25è ANIVERSARI DE LA CONSTITUCIÓ (25e anniversaire de la Constitution) et les dates 1993-2018. À gauche, la mention du pays émetteur ANDORRA. L'anneau externe de la pièce comporte les douze étoiles du drapeau européen. |               |
| Graveur :                                                                          | \| Gravure sur la tranche : \| Date : \| Tirage : \| \| \| 1er trimestre 2018 \| 75 000 pièces \| |               |
| Gravure sur la tranche :                                                           | Date : | Tirage :      |
|                                                                                    | 1er trimestre 2018 | 75 000 pièces |

| 2018 | |               |
| 70e anniversaire de la Déclaration universelle des droits de l'homme, adoptée le 10 décembre 1948 à Paris, | |               |
| | Sept escaliers (pour les 7 paroisses de l'Andorre) formant des montagnes descendant vers une vallée ou est indiquée la mention du pays émetteur ANDORRA suivi du millésime 2018. Les escaliers peuvent également être vus comme les branches d'un arbre stylisé sur lequel sont accrochées 30 feuilles qui symbolisent les 30 articles de la Déclaration universelle des droits de l'homme. La légende 70 ANYS DE LA DECLARACIÓ UNIVERSAL DELS DRETS HUMANS (70 ans de la Déclaration universelle des droits de l'homme) entoure le dessin. L'anneau externe de la pièce comporte les douze étoiles du drapeau européen. |               |
| Graveur :                                                                                                  | \| Gravure sur la tranche : \| Date : \| Tirage : \| \| \| Septembre / octobre 2018 \| 75 000 pièces \| |               |
| Gravure sur la tranche :                                                                                   | Date : | Tirage :      |
| | Septembre / octobre 2018 | 75 000 pièces |

| 2019                                                                                 | |               |
| Finales de la Coupe du monde de ski alpin 2018-2019, du 13 au 17 mars 2019 à Soldeu, | |               |
|                                                                                      | Un skieur alpin devant le logo de la compétition et entouré de flocons de neige. En haut, la légende FINALS DE LA COPA DEL MÓN D'ESQUÍ ALPÍ (Finales de la Coupe du monde de ski alpin), suivie de la mention du pays émetteur ANDORRA et du millésime 2019. L'anneau externe de la pièce comporte les douze étoiles du drapeau européen. |               |
| Graveur :                                                                            | \| Gravure sur la tranche : \| Date : \| Tirage : \| \| \| 11 mars 2019 \| 60 000 pièces \| |               |
| Gravure sur la tranche :                                                             | Date : | Tirage :      |
|                                                                                      | 11 mars 2019 | 60 000 pièces |

| 2019                                                              | |
| 600e anniversaire de la création du Conseil de la terre, en 1419, | |
|                                                                   | Pupitre avec les armoiries de l'Andorre entouré de différents visages. En bas, un arc de cercle comportant le nom du pays émetteur ANDORRA sous lequel est placé le nombre 600. Dans, le chiffre central, anormalement élargi, les années 1419 et 2019. En haut la légende 600 ANYS DEL CONSELL DE LA TERRA. L'anneau externe de la pièce comporte les douze étoiles du drapeau européen. |
| Graveur :                                                         | \| Gravure sur la tranche : \| Tirage : \| \| \| 60 000 pièces \| |
| Gravure sur la tranche :                                          | Tirage : |
|                                                                   | 60 000 pièces |

| 2020                                  | |               |
| 27e Sommet ibéro-américain, à Andorre | |               |
|                                       | Arbre stylisé composé, à gauche, de silhouettes humaines, symbolisant l'intégration de la société dans un avenir durable, et, à droite, de roues dentées, symbolisant la synergies entre les idées et les propositions des participants au Sommet ibérico-américain. En bas, à droite, le logo du Sommet, composé de 9 triangles. Le dessin est entouré de la légende XXVII CIMERA IBEROAMERICANA (27e Sommet ibérico-américain). À gauche de l'arbre, la mention du pays émetteur ANDORRA et le millésime 2020. L'anneau externe de la pièce comporte les douze étoiles du drapeau européen. |               |
| Graveur :                             | \| Gravure sur la tranche : \| Date : \| Tirage : \| \| \| 2e semestre 2020 \| 73 500 pièces \| |               |
| Gravure sur la tranche :              | Date : | Tirage :      |
|                                       | 2e semestre 2020 | 73 500 pièces |

| 2020                                         | |               |
| 50 ans de suffrage universel pour les femmes | |               |
|                                              | Représentation d'un visage féminin entouré de lignes mouvantes infinies. Ces lignes sont composées de prénoms féminins en catalan, proches les uns des autres de sorte qu'il est difficile de les lire individuellement, en hommage à la solidarité des femmes dans la lutte pour leurs droits. Un seul de ces noms est répété, « VICTORIA », qui symbolise la victoire qu’a constituée l'obtention du droit de vote. Les inscriptions « 50 ANYS DEL SUFRAGI UNIVERSAL FEMENÍ » (50 ans de suffrage universel pour les femmes) et « ANDORRA 1970 - 2020 » complètent le dessin. Ces inscriptions sont aussi intégrées au mouvement des lignes de façon à donner plus d'importance à l’anniversaire commémoré. L'anneau externe de la pièce comporte les douze étoiles du drapeau européen. |               |
| Graveur :                                    | \| Gravure sur la tranche : \| Date : \| Tirage : \| \| \| 2e semestre 2020 \| 60 000 pièces \| |               |
| Gravure sur la tranche :                     | Date : | Tirage :      |
|                                              | 2e semestre 2020 | 60 000 pièces |

| 2021                                     | |               |
| Nous prenons soin de nos personnes âgées | |               |
|                                          | Une main jeune soutient une main marquée par l’âge. Un stéthoscope est placé sous ces mains. Au-dessus, l'année d'émission, 2021, et le nom du pays émetteur ANDORRA surplombé d’un demi-cercle entourant plusieurs représentations du virus du Covid. La mention CUIDEM LA NOSTRA GENT GRAN (nous prenons soin de nos personnes âgées) borde la partie supérieure. L’anneau extérieur de la pièce comporte les douze étoiles du drapeau européen. |               |
| Graveur :                                | \| Gravure sur la tranche : \| Date : \| Tirage : \| \| \| Décembre 2021 \| 70 000 pièces \| |               |
| Gravure sur la tranche :                 | Date : | Tirage :      |
|                                          | Décembre 2021 | 70 000 pièces |

| 2021                                                      | |               |
| 100e anniversaire du couronnement de la Dame de Meritxell | |               |
|                                                           | Au premier plan, une reproduction de la sculpture romane de Notre-Dame de Meritxell (sainte patronne de la Principauté d’Andorre), datant du XIe ou XIIe siècle, avec à sa base la mention MERITXELL. Derrière, une reproduction stylisée du sanctuaire de Meritxell où se trouve une copie de cette sculpture. En bas, le nom du pays émetteur ANDORRA et les années 1921 et 2021. L’anneau extérieur de la pièce comporte les douze étoiles du drapeau européen. |               |
| Graveur :                                                 | \| Gravure sur la tranche : \| Date : \| Tirage : \| \| \| Décembre 2021 \| 73 350 pièces \| |               |
| Gravure sur la tranche :                                  | Date : | Tirage :      |
|                                                           | Décembre 2021 | 73 350 pièces |

| 2022                                                                                              | |               |
| 10e anniversaire de l'entrée en vigueur de l'accord monétaire entre Andorre et l'Union européenne | |               |
|                                                                                                   | Les différentes formes et tailles des pièces de puzzle représentées dans la partie inférieure du dessin symbolisent la Principauté d’Andorre et les pays appartenant à l’Union européenne. Dans la partie supérieure du dessin, les étoiles entourant le symbole de la monnaie commune européenne représentent le fait que ces pays font tous partie de l’univers de l’euro. À côté figurent le nom du pays émetteur «ANDORRA» et les années de la période commémorée «2012» et «2022». |               |
| Graveur :                                                                                         | \| Gravure sur la tranche : \| Date : \| Tirage : \| \| \| Janvier 2023 \| 70 000 pièces \| |               |
| Gravure sur la tranche :                                                                          | Date : | Tirage :      |
|                                                                                                   | Janvier 2023 | 70 000 pièces |

| 2022                      | |
| La Légende de Charlemagne | |
|                           | Selon la légende, la Principauté d’Andorre a été fondée en 805 par l’empereur Charlemagne, qui a accordé à ses habitants leur propre statut juridique. Le dessin de la pièce fait référence à cette légende profondément ancrée dans l’histoire et la culture d’Andorre et comporte, à l’arrière-plan, un paysage montagneux traversé par une rivière, qui représente les splendides paysages de la Principauté, avec le nom du pays émetteur «ANDORRA». L’avant-plan du dessin représente une reproduction partielle du portrait bien connu de l’empereur Charlemagne par l’artiste Albrecht Dürer, avec l’année d’émission «2022». |
| Graveur :                 | \| Gravure sur la tranche : \| Tirage : \| \| \| 70 000 pièces \| |
| Gravure sur la tranche :  | Tirage : |
|                           | 70 000 pièces |

| 2023                           | |               |
| Fêtes du feu du solstice d'été | |               |
|                                | Le dessin reproduit une figure humaine, appelée «fallaire», vêtue d’une cape traditionnelle et dessinant un cercle de feu avec la «falla». Celle-ci est l’élément principal de la fête et est constituée d’écorces d’arbres qu’on fait tournoyer énergiquement une fois enflammées, créant ainsi de grands cercles de feu. La composition graphique de lignes à l’arrière-plan du dessin représente le solstice d’été et est accompagnée du nom du pays émetteur, «ANDORRA», et de la mention de l’année, «2023». |               |
| Graveur :                      | \| Gravure sur la tranche : \| Date : \| Tirage : \| \| \| 2023 \| 70 000 pièces \| |               |
| Gravure sur la tranche :       | Date : | Tirage :      |
|                                | 2023 | 70 000 pièces |

| 2023                                           | |               |
| 30e anniversaire de l'entrée d'Andorre à l'ONU | |               |
|                                                | Les Nations unies sont représentées par deux éléments symboliques: deux branches de laurier en couronne et un globe intégré dans la représentation du nombre 30, avec l’inscription ANYS (années) et sous cette inscription, l’année 2023. Dans la partie supérieure du dessin figurent les armoiries d’Andorre et l’inscription «ANDORRA MEMBRE DE LES NACIONS UNIDES» (Andorre, membre des Nations unies). |               |
| Graveur :                                      | \| Gravure sur la tranche : \| Date : \| Tirage : \| \| \| 2023 \| 70 000 pièces \| |               |
| Gravure sur la tranche :                       | Date : | Tirage :      |
|                                                | 2023 | 70 000 pièces |

| 2024                              | |
| Championnats du monde de VTT 2024 | |
|                                   | Le dessin de la pièce montre un cycliste qui traverse un paysage avec l’inscription «CAMPIONATS DEL MÓN UCI DE BTT» (championnats du monde de VTT UCI 2024). |
| Graveur :                         | \| Gravure sur la tranche : \| Tirage : \| \| \| 60 000 pièces \|                                                                                            |
| Gravure sur la tranche :          | Tirage : |
|                                   | 60 000 pièces |

| 2024                         | |
| Centenaire du ski en Andorre | |
|                              | Le dessin de la pièce célèbre le centenaire de la pratique de ce sport en Andorre et reproduit la partie inférieure de la silhouette d’un skieur ainsi que le nom du pays émetteur «ANDORRA» et l’année d’émission «2024». |
| Graveur :                    | \| Gravure sur la tranche : \| Tirage : \| \| \| 60 000 pièces \| |
| Gravure sur la tranche :     | Tirage : |
|                              | 60 000 pièces |